# Navas de Riofrío
Navas de Riofrío er en by og kommune i det centrale Spanien i provinsen Segovia. Den har et indbyggertal på 439 (2024) indbyggere.